# Wim Soutaer
Wim Patrick Paulette Soutaer (Halle, 27 juni 1974) is een Vlaams zanger en songwriter.

## Carrière

### Beginjaren
Wim Soutaer begon zijn muzikale carrière op dertienjarige leeftijd als zanger van het schoolbandje State Of Mind. Zijn allereerste concert was een free podium ten voordele van een goed doel. State Of Mind bracht vooral eigen nummers, maar ook met covers van Pearl Jam, Nirvana en Metallica schuimden ze quasi alle jeugdhuizen in Vlaanderen af. De groep splitte omdat de gitarist bij het groepje Deviate ging spelen. Na zes jaar State Of Mind richtte Soutaer, samen met drummer Mich en Anton, de nieuwe groep Bodhi op. Zeven jaar lang reisden ze van jeugdhuis naar festival en omgekeerd. Op het palmares van Bodhi staan onder andere de halve finale van de rockwedstrijd Rockvonk en de kwartfinale van Humo's Rock Rally.
Toen ook Bodhi ermee ophield, besloot Soutaer om solo te gaan. In 2000 nam hij deel aan de Soundmixshow en werd hij vierde met de cover Easy van Faith No More. De grote muzikale voorbeelden van Soutaer heten Billy Joel, Mike Patton en Elton John.

### Doorbraak
In 2003 schreef Soutaer zich in voor de audities van de eerste editie van talentenjacht Idool. Hij eindigde als derde, na Peter Evrard en Natalia Druyts, en kreeg alsnog een platencontract van platenfirma BMG. Tijdens de zomer van 2003 scoorde hij een nummer 1-hit in Vlaanderen met de zelfgeschreven single Allemaal, waarvoor hij tevens beloond werd met een platina plaat. Tijdens de Radio 2 Zomerhit van 2003 kreeg de single ook een prijs voor het beste Nederlandstalige lied.
De tweede single van Soutaer werd de ballade Ik hoor bij jou, de voorbode van het debuutalbum Een nieuw begin. Dat album werd geproduceerd door Ronald Vanhuffel, die eerder al succes had met de Nederlandse bands BLØF en Volumia! Met de hulp van Xander de Buisonjé leverde hij met Een nieuw begin twaalf sterke tracks af. Het album ging meer dan 40.000 keer over de toonbank en was daarmee, net als de single Allemaal, goed voor een platina plaat.
In 2004 kwam Soutaer op de proppen met zijn derde single Voor altijd, een Nederlandstalige cover van Laura non c'e van Nek. Ondertussen ging hij op tournee langs verschillende grote concertzalen.
In augustus 2004 bracht hij zijn tweede album en dvd Twee uit, opgenomen in Miami. Wederom ging hij op tournee en speelde daarbij ook op festivals als Maanrock, Suikerrock, Pinksterpop en Marktrock. Tegen de zomer van 2005 bracht Soutaer de single Overal uit, waarmee hij o.a. te zien was in Tien Om Te Zien. Het album Twee behaalde de gouden status.

### 2005–2008
In oktober 2005 zette Soutaer een belangrijke stap in zijn carrière door te veranderen van management. Bob Savenberg stelde Soutaer voor aan het management van Niels William, waarmee hij vervolgens in zee ging: ze maakten samen de single Die zomer gaat nooit voorbij.
Vanaf augustus 2006 was Soutaer een van de zes Vlaamse deelnemers aan het nieuwe VTM-programma Dancing on Ice. Na drie weken ziekenhuis, geveld door een bloedklonter in de hersenen, bracht hij in februari 2007 het lied De wereld draait door uit. Na een periode van vier jaar beëindigde de zanger zijn samenwerking met de platenfirma Sony BMG. Soutaers single Ze kent me kwam in juni 2007 uit bij zijn nieuwe platenfirma Ars Entertainment.
Het jaar 2008 startte met de single 1000 manieren, waarvoor ook een videoclip werd gedraaid in La Riva te Antwerpen. In februari startte de concerttournee "Een avond met Wim Soutaer", waarbij Soutaer door heel Vlaanderen trok ten voordele van verschillende goede doelen waaronder "To walk again", de organisatie van ex-triatleet Marc Herremans. Tijdens de concerten viel het nieuwe nummer Slaap je hier vannacht dermate in de smaak, dat het de nieuwe zomersingle werd. Hiermee won Soutaer, vijf jaar na Allemaal, wederom de prijs voor het beste Nederlandstalige lied bij de Radio 2 Zomerhit.
De zomer van 2008 werd afgesloten met de single Heel de zomer lang, een samenwerking met Willy Sommers. Het nummer was de voorbode van het album Dichterbij, dat in september 2008 werd uitgebracht.

### 2009–heden
In 2009 volgden de singles Overal ben jij en Eerlijkheid (een cover van Billy Joel's Honesty). Eveneens was Soutaer een van de artiesten die een eigen versie van het gordellied Zoveel te doen uitbracht.
In 2010 nam Soutaer het peterschap van de Rode Kruis-campagne Bloed geven doet leven op zich en droeg aan de vele bloeddonoren zijn single Voorbij op. Dit nummer schreef hij samen met Tom Helsen. De zomer van 2010 stond voor Soutaer grotendeels in het teken van de revue "Het Witte Paard" in Blankenberge, waar hij gedurende de zomerdagen bijna dagelijks te zien was.
In 2015 maakte Soutaer een comeback met de singles Ik hou van het leven en Niets zonder jou. Drie jaar later, in maart 2018, verscheen Verbonden, zijn eerste album in tien jaar tijd. Tien nummers hiervan werden uitgebracht als single, waaronder Nummer 1, Dans voor mij, Wachten op Margot en de titeltrack Verbonden.
Samen met Willy Sommers, Zita Wauters en Brahim nam Soutaer in 2020 een nieuwe versie op van zijn eerste hit Allemaal, ter gelegenheid van de Feestdag van de Vlaamse Gemeenschap. In 2023 werd de originele versie van Allemaal toegevoegd aan De Eregalerij en bekroond met een speciale gouden award voor meer dan vijf miljoen streams op Spotify.

## Trivia
Soutaer heeft uit zijn eerste huwelijk een dochter. Nu is hij getrouwd met Swoop-zangeres Kim Ghyselinck, met wie hij nog een dochter heeft.
Naast de Nederlandstalige nummers bracht Soutaer ook dancenummers uit onder de naam Liam South. Soutaer werkt voor dit project samen met Housetrap (artiestennaam van Bart Grinaert) en de Belgische dj Dave Lambert.

## Discografie

### Albums
| Album met hitnotering(en) in de Vlaamse Ultratop 200 albums | Datum van verschijnen | Datum van binnenkomst | Hoogste positie | Aantal weken | Opmerkingen |
| ----------------------------------------------------------- | --------------------- | --------------------- | --------------- | ------------ | ----------- |
| Een nieuw begin                                             | 2003                  | 01-11-2003            | 1 (1wk)         | 33           | Platina     |
| Twee                                                        | 2004                  | 28-08-2004            | 3               | 26           | Goud        |
| Dichterbij                                                  | 2008                  | 20-09-2008            | 21              | 7            |             |
| Verbonden                                                   | 2018                  | 07-04-2018            | 12              | 10           |             |

### Singles met hitnotering
| Single met hitnotering(en) in de Vlaamse Ultratop 50 | Datum van verschijnen | Datum van binnenkomst | Hoogste positie | Aantal weken | Opmerkingen                                                            |
| ---------------------------------------------------- | --------------------- | --------------------- | --------------- | ------------ | ---------------------------------------------------------------------- |
| Allemaal                                             | 2003                  | 19-07-2003            | 1 (3wk)         | 19           | Nr. 1 in de Vlaamse Top 10 / Platina                                   |
| Ik hoor bij jou                                      | 2003                  | 15-11-2003            | 14              | 14           | Nr. 3 in de Vlaamse Top 10                                             |
| Voor altijd                                          | 2004                  | 21-02-2004            | 26              | 7            | Nr. 4 in de Vlaamse Top 10                                             |
| Wat zou je doen                                      | 2004                  | 29-05-2004            | 32              | 5            | Nr. 2 in de Vlaamse Top 10                                             |
| Kom bij mij                                          | 2004                  | 24-07-2004            | 32              | 6            | Nr. 8 in de Vlaamse Top 10                                             |
| Zonder woorden                                       | 2004                  | 25-09-2004            | 37              | 7            | Nr. 5 in de Vlaamse Top 10                                             |
| Ik heb je lief                                       | 2004                  | 27-11-2004            | tip2            | -            | Nr. 8 in de Vlaamse Top 10                                             |
| Kijk eens om je heen                                 | 2005                  | 05-03-2005            | tip3            | -            | Nr. 6 in de Vlaamse Top 10                                             |
| Overal                                               | 2005                  | 02-07-2005            | 35              | 3            | Nr. 4 in de Vlaamse Top 10                                             |
| Die zomer gaat nooit voorbij                         | 2006                  | 01-07-2006            | 31              | 9            | Nr. 5 in de Vlaamse Top 10                                             |
| De wereld draait door                                | 2007                  | 10-02-2007            | tip7            | -            | Nr. 7 in de Vlaamse Top 10                                             |
| Ze kent me                                           | 2007                  | 21-07-2007            | 12              | 8            | Nr. 3 in de Vlaamse Top 10                                             |
| 1000 manieren                                        | 2008                  | 09-02-2008            | 20              | 7            | Nr. 2 in de Vlaamse Top 10                                             |
| Slaap je hier vannacht                               | 2008                  | 14-06-2008            | 19              | 5            | Nr. 2 in de Vlaamse Top 10                                             |
| Heel de zomer lang                                   | 2008                  | 23-08-2008            | 8               | 6            | met Willy Sommers / Nr. 1 in de Vlaamse Top 10                         |
| Eerlijkheid                                          | 2009                  | 15-08-2009            | tip15           | -            |                                                                        |
| Music for peace                                      | 2009                  | 03-10-2009            | 36              | 3            | als Liam South / met Dave Lambert & Housetrap                          |
| Big love                                             | 2010                  | -                     |                 |              | als Liam South / met Housetrap                                         |
| Voorbij                                              | 2010                  | -                     |                 |              |                                                                        |
| Dansen                                               | 2010                  | 28-08-2010            | tip9            | -            | Nr. 8 in de Vlaamse Top 10                                             |
| Verleden tijd                                        | 2011                  | 23-04-2011            | tip39           | -            |                                                                        |
| Jij en ik                                            | 2012                  | 23-06-2012            | tip78           | -            |                                                                        |
| Ik hou van het leven                                 | 2014                  | 17-01-2015            | tip40           | -            | Nr. 17 in de Vlaamse Top 50                                            |
| Niets zonder jou                                     | 2015                  | 04-07-2015            | tip35           | -            | Nr. 24 in de Vlaamse Top 50                                            |
| Allemaal                                             | 2017                  | 04-03-2017            | tip             | -            | met Alpha Party & DJ F.R.A.N.K / Nr. 43 in de Vlaamse Top 50           |
| Nummer 1                                             | 2017                  | 08-04-2017            | tip7            | -            | Nr. 6 in de Vlaamse Top 50                                             |
| Dans voor mij                                        | 2017                  | 12-08-2017            | tip5            | -            | Nr. 3 in de Vlaamse Top 50                                             |
| Wachten op Margot                                    | 2017                  | 23-12-2017            | tip6            | -            | Nr. 4 in de Vlaamse Top 50                                             |
| Neem me bij de hand                                  | 2018                  | 31-03-2018            | tip4            | -            | Nr. 4 in de Vlaamse Top 50                                             |
| Verbonden                                            | 2018                  | 15-09-2018            | tip16           | -            | Nr. 6 in de Vlaamse Top 50                                             |
| Hou me vast                                          | 2019                  | 23-03-2019            | tip16           | -            | Nr. 8 in de Vlaamse Top 50                                             |
| Oh what a night, cette année-là                      | 2019                  | 20-04-2019            | tip             | -            | met Charles Van Domburg                                                |
| Et ça bouge                                          | 2019                  | 15-06-2019            | tip             | -            | Nr. 26 in de Vlaamse Top 50                                            |
| Ik weet het zeker                                    | 2019                  | 26-10-2019            | tip10           | -            | Nr. 13 in de Vlaamse Top 50                                            |
| Ik volg je                                           | 2020                  | 02-05-2020            | tip             | -            | Nr. 38 in de Vlaamse Top 50                                            |
| Allemaal (Vlaanderen feest)                          | 2020                  | 04-07-2020            | 45              | 2            | met Willy Sommers, Zita Wauters en Brahim / Nr. 3 in de Vlaamse Top 50 |
| Het is tijd                                          | 2021                  | 16-01-2021            | tip15           | -            | Nr. 10 in de Vlaamse Top 50                                            |

### Overige singles
- Dichterbij (2008)
- Overal ben jij (2009) (Nr. 8 in de Vlaamse Top 10)
- Geef me de nacht (2012)
- Allemaal (Remix) (2014)
- Samen zijn we één (2021) (Nr. 9 in de Vlaamse Top 30)
- Vergeef mij (2021) (Nr. 20 in de Vlaamse Top 30)
- Jij voor mij (2022)
- We doen het morgen (2023) (Nr. 9 in de Vlaamse Top 30)
- Ik drink op jou (2023) (Nr. 8 in de Vlaamse Top 30)